# Записки Императорской Академии наук
«Запи́ски Импера́торской Акаде́мии нау́к» (Запи́ски Імпера́торської Акаде́мії нау́к) — журнал, що виходив у Санкт-Петербурзі (Російська імперія) від 1862 до 1895 року.

## Історія
Журнал виходив у Санкт-Петербурзі нерегулярно, по 3—4, а іноді по 4—6 томів на рік. Усього випущено 75 томів.
У журналі публікували річні звіти відділень Петербурзької академії наук, витяги з протоколів засідань, відомості про особовий склад Академії за кожен рік, повідомлення про присудження премій.
Друкували наукові статті визначних учених Академії з усіх галузей знань: математики, фізики, хімії, біології, астрономії, геології, географії, історії, політичної економії, філології тощо.
У різні роки в «Записках» надруковано праці О. М. Веселовського, Я. К. Грота, А. А. Куніка, О. Ф. Міддендорфа, Д. М. Перевощикова, О. В. Струве, П. Л. Чебишова та інших вчених.